# Чарльз Теннок
Доктор Тімоті Чарльз Айртон Теннок (англ. Timothy Charles Ayrton Tannock; нар. 25 вересня 1957, Олдершот, Гемпшир, Англія) — британський політик, психіатр і депутат Європейського парламенту від Лондона (Консервативна партія).
Кавалер українського ордена «За заслуги» III ступеня (19 серпня 2006).